# گریس لی ویتنی
گریس لی ویتنی (انگلیسی: Grace Lee Whitney؛ زادهٔ ۱ آوریل ۱۹۳۰ - درگذشته ۱ مهٔ ۲۰۱۵) یک هنرپیشه و خواننده اهل ایالات متحده آمریکا بود. وی بین سال‌های ۱۹۴۷ تا ۲۰۰۷ میلادی فعالیت می‌کرد.

## گزیده فیلمشناسی
از فیلم‌ها یا برنامه‌های تلویزیونی که وی در آن نقش داشته‌است می‌توان به آثار زیر اشاره کرد.
- بعضی‌ها داغشو دوست دارن (۱۹۵۹)
- یه عالمه معجزه (۱۹۶۱)
- ایرما خوشگله (۱۹۶۳)
- پیشتازان فضا (۱۹۷۹)
- پیشتازان فضا ۳: جستجو برای اسپوک (۱۹۸۴)
- پیشتازان فضا ۴: سفر به خانه (۱۹۸۶)
- پیشتازان فضا ۶: کشور کشف‌نشده (۱۹۹۱)